# Pawieł Borisowiec
Pawieł Fiodorowicz Borisowiec (ros. Павел Фёдорович Борисовец, ur. 1891 we wsi Baranowo w guberni mińskiej, zm. 1950 w Moskwie) – funkcjonariusz radzieckich organów bezpieczeństwa, podpułkownik.

## Życiorys
Urodził się w biednej białoruskiej rodzinie chłopskiej. W 1912 ukończył seminarium nauczycielskie w Nieświeżu, od lipca 1914 do marca 1918 służył w rosyjskiej armii jako dowódca kompanii na Froncie Południowo-Zachodnim, 1916 został podporucznikiem, a od stycznia 1919 do września 1923 był żołnierzem Armii Czerwonej. Od lutego 1921 był kandydatem, a od kwietnia 1925 członkiem RKP(b). Od września 1923 do kwietnia 1924 był zastępcą komendanta szkoły batalionu wojsk pogranicznych OGPU w Białoruskiej SRR, od kwietnia do grudnia 1924 pomocnikiem oficera operacyjnego i oficerem operacyjnym komendantury 12 Oddziału Pogranicznego w Zasławiu, od grudnia 1924 do grudnia 1929 kolejno komendantem odcinka i dowódcą grupy manewrowej 15 Oddziału Pogranicznego w Zasławiu, a od grudnia 1929 do września 1932 adiutantem dowódcy 14 Oddziału Pogranicznego w Pleszczenicach w Białoruskiej SRR. Od września 1932 do lipca 1933 był szefem pionu naukowego 3 Szkoły Ochrony Pogranicza OGPU w Moskwie, od lipca 1933 do września 1934 szefem sztabu 3 Kolejowej Brygady Wojsk OGPU/NKWD w Moskwie, od września 1934 do maja 1937 inspektorem Wydziału Przygotowania Bojowego Zarządu Ochrony Wewnętrznej Zarządu NKWD obwodu moskiewskiego, następnie starszym pomocnikiem szefa tego wydziału w stopniu majora. Od 19 września 1939 do 1940 był szefem Zarządu Obozu NKWD dla jeńców wojennych w Ostaszkowie, a od 1941 do 6 lutego 1947 zastępcą szefa ds. ochrony i odbywania kary w obozie dla jeńców wojennych nr 150 w Griazowcu w stopniu podpułkownika, następnie zwolniony do rezerwy.

## Odznaczenia
- Order Lenina (21 lutego 1945)
- Order Czerwonego Sztandaru (15 stycznia 1945)
- Order Czerwonej Gwiazdy (2 czerwca 1945)
- Medal jubileuszowy „XX lat Robotniczo-Chłopskiej Armii Czerwonej” (22 lutego 1938)